# Canzone napoletana
Canzone napoletana ("Nhạc tiếng Napoli") là một thuật ngữ chung dùng để chỉ thể loại âm nhạc truyền thống được hát bằng tiếng Napoli (một ngôn ngữ ở Ý), thông thường là dành cho một giọng nam đơn ca, dù rằng cũng có những tiết mục do giọng nữ đơn ca. Nội dung của loại nhạc này khá quen thuộc, chẳng hạn nói về những lời than trách của tình nhân hoặc là dạ khúc. Rất nhiều ca khúc phổ thông được xếp vào thể loại nhạc này, ví dụ như 'O Sole mio, Torna a Surriento, Funiculì, Funiculà, Santa Lucia và vân vân.
Canzone napoletana được chính thức hóa vào thập niên 1830 nhờ cuộc thi viết bài hát diễn ra hàng năm nhân Lễ hội Piedigrotta - lễ hội dâng lên Nhà thờ Thánh mẫu Piedigrotta ở Mergellina, Napoli. Cuộc thi này kéo dài đến năm 1950 thì bị bãi bỏ.
Giai đoạn từ 1950 trở đi, nhiều bài này thuộc thể loại này vẫn tiếp tục ra đời, như Malafemmena của Totò, Maruzzella của Renato Carosone, Indifferentemente của Mario Trevi và Carmela của Sergio Bruni.

## Lịch sử
Nhiều bài hát thuộc thể loại canzone napoletana đã nổi tiếng trên toàn thế giới do được dân di cư người Ý mang từ Napoli và miền nam Ý ra nước ngoài trong thời kì 1880 đến 1920. Loại nhạc này cũng được truyền bá ở nước ngoài nhờ các nghệ sĩ biểu diễn như Enrico Caruso - người chọn hát các tác phẩm của thành phố quê hương trên sân khấu Metropolitan Opera ở New York, Mỹ vào đầu thập niên 1900. Cũng vì thế mà từ đó các giọng nam cao đều cần phải biết các bài hát này. Điều này dẫn tới các hiện tượng như sự hình thành nhóm nhạc "Ba giọng nam cao" gồm Plácido Domingo, Luciano Pavarotti và José Carreras, trong đó ba giọng nam cao cùng nhau hát các ca khúc phổ thông từ Napoli. Plácido Domingo đã phát hành CD Italia ti amo gồm toàn các ca khúc thể loại canzone napoletana cũng như ca khúc Ý. Luciano Pavarotti thì thu ba album gồm các bài hát canzone napoletana và bài hát Ý, đó là The Best: Disc 2 (2005), Pavarotti Songbook (1991) và Romantica (2002). Mario Lanza thu âm 12 ca khúc canzone napoletana được cho là chọn lọc vào album Mario! Lanza At His Best (1959). Giọng ca opera/pop Sergio Franchi có album Romantic Italian Songs (1962) lọt vào Top 25 album đầu tay RCA của Billboard và tiếp tục thu âm các bài hát thể loại này vào hầu hết các album trong sự nghiệp. Andrea Bocelli có album Incanto (2009) dành riêng cho thể loại này.
Những nghệ sĩ bản địa quan trọng nhất đã biểu diễn các ca khúc canzone napoletana trong các thập niên vừa qua là Roberto Murolo, Mario Trevi, Mario Abbate, Giulietta Sacco, Franco Ricci, Sergio Bruni, Renato Carosone và Mario Maglione. Murolo không chỉ là ca sĩ mà còn soạn nhạc, làm học giả và làm nhà sưu tầm nhạc. Ông giữ bộ sưu tập gồm 12 đĩa hát LP được phát hành thập niên 1960, tựa như một bản trích yếu các ca khúc thể loại này hồi đầu thế kỉ 20.
Một nhân tố quan trọng định hình canzone napoletana là vấn đề ngôn ngữ. Tất cả các nhạc phẩm thể loại này đều được sáng tác và biểu diễn bằng tiếng Napoli.

## Danh sách bài hát thể loại canzone napoletana
- Canzone amalfitana
- Come faccette mammetta
- Core 'ngrato
- Dicitencello vuje
- Funiculì, Funiculà
- Indifferentemente
- Lazarella
- Luna caprese
- Luna rossa
- Malafemmena
- Mare verde
- Marechiare
- María, Marí
- Na' sera e' maggio
- 'O marenariello
- 'O paese d'o Sole
- 'O sarracino
- 'O Sole mio
- 'O surdato 'nnammurato
- Passione
- Pecchè?
- Reginella
- Rose rosse
- Santa Lucia
- Te voglio bene assaje
- Tiempe belle
- Torna a Surriento
- Voce e notte